# Jahresrechnung der Bank (Schweiz)
Für die Jahresrechnung der Banken gelten wegen des besonderen öffentlichen Interesses an einem gesunden Bankensystem und den Besonderheiten des Bankgeschäfts besondere Rechnungslegungsvorschriften. Dabei ist auch eine bestimmte Mindestgliederung einzuhalten.
Die folgende Darstellung orientiert sich an den bankengesetzlichen Rahmenbedingungen der Schweiz. Für Deutschland gelten ähnliche Vorgaben, die Begriffe und Bestimmungen zu den einzelnen Rechnungslegungspositionen lauten z. T. anders. Für eine Darstellung der Rechnungslegung von deutschen Banken siehe deutsche Bankenrechnungslegung.

## Bilanz
Im Einzelabschluss ist die Bilanz mindestens wie folgt gegliedert:
| 1     | Aktiven                                                  |
| ----- | -------------------------------------------------------- |
| 1.1   | Flüssige Mittel                                          |
| 1.2   | Forderungen aus Geldmarktpapieren                        |
| 1.3   | Forderungen gegenüber Banken                             |
| 1.4   | Forderungen gegenüber Kunden                             |
| 1.5   | Hypothekarforderungen                                    |
| 1.6   | Handelsbestände in Wertschriften und Edelmetallen        |
| 1.7   | Finanzanlagen                                            |
| 1.8   | Beteiligungen                                            |
| 1.9   | Sachanlagen                                              |
| 1.1   | Rechnungsabgrenzungen                                    |
| 1.11  | Sonstige Aktiven                                         |
| 1.12  | Nicht einbezahltes Gesellschaftskapital                  |
| 1.13  | Total Aktiven                                            |
| 2     | Passiven                                                 |
| 2.1   | Verpflichtungen aus Geldmarktpapieren                    |
| 2.2   | Verpflichtungen gegenüber Banken                         |
| 2.3   | Verpflichtungen gegenüber Kunden in Spar- und Anlageform |
| 2.4   | Übrige Verpflichtungen gegenüber Kunden                  |
| 2.5   | Kassenobligationen                                       |
| 2.6   | Anleihen und Pfandbriefdarlehen                          |
| 2.7   | Rechnungsabgrenzungen                                    |
| 2.8   | Sonstige Passiven                                        |
| 2.9   | Wertberichtigungen und Rückstellungen                    |
| 2.101 | Reserven für allgemeine Bankrisiken                      |
| 2.11  | Gesellschaftskapital                                     |
| 2.12  | Allgemeine gesetzliche Reserve                           |
| 2.13  | Reserve für eigene Beteiligungstitel                     |
| 2.14  | Aufwertungsreserve                                       |
| 2.152 | Andere Reserven                                          |
| 2.16  | Gewinnvortrag                                            |
| 2.17  | Jahresgewinn                                             |
| 2.18  | - Verlustvortrag                                         |
| 2.19  | - Jahresverlust                                          |
| 2.2   | Total Passiven                                           |

Anschliessend werden die Ausserbilanzgeschäfte, die Erfolgsrechnung und die Mittelflussrechnung  aufgelistet.

## Ausserbilanzgeschäfte
Das Ausserbilanzgeschäft zeigt nach schweizerischem Recht mindestens die folgenden Positionen:
| 3   | Ausserbilanzgeschäfte                      |                                                                  |
| --- | ------------------------------------------ | ---------------------------------------------------------------- |
| 3.1 | Eventualverpflichtungen                    |                                                                  |
| 3.2 | Unwiderrufliche Zusagen                    |                                                                  |
| 3.3 | Einzahlungs- und Nachschussverpflichtungen |                                                                  |
| 3.4 | Verpflichtungskredite                      |                                                                  |
| 3.5 | Derivative Finanzinstrumente               | Z. B. FRAs (Forward Rate Agreements), Zins-Swaps, Währungs-Swaps |
| 3.6 | Treuhandgeschäfte                          | Treuhandanlagen bei Drittbanken                                  |

## Erfolgsrechnung einer Bank
Im Einzelabschluss ist die Erfolgsrechnung nach schweizerischem Recht mindestens wie folgt zu gliedern:
| 1     | Ertrag und Aufwand aus dem ordentlichen Bankgeschäft     |
| 1.1   | Erfolg aus dem Zinsengeschäft                            |
| ----- | -------------------------------------------------------- |
| 1.1.1 | Zins- und Diskontertrag                                  |
| 1.1.2 | Zins- und Dividendenertrag aus Handelsbeständen          |
| 1.1.3 | Zins- und Dividendenertrag aus Finanzanlagen             |
| 1.1.4 | Zinsaufwand                                              |
| 1.1.5 | Subtotal Erfolg Zinsengeschäft                           |
| 1.2   | Erfolg aus dem Kommissions- und Dienstleistungsgeschäft  |
| 1.2.1 | Kommissionsertrag Kreditgeschäft                         |
| 1.2.2 | Kommissionsertrag Wertschriften- und Anlagegeschäft      |
| 1.2.3 | Kommissionsertrag übriges Dienstleistungsgeschäft        |
| 1.2.4 | Kommissionsaufwand                                       |
| 1.2.5 | Subtotal Erfolg Kommissions- und Dienstleistungsgeschäft |
| 1.3   | Erfolg aus dem Handelsgeschäft                           |
| 1.4   | Übriger ordentlicher Erfolg                              |
| 1.4.1 | Erfolg aus Veräusserungen von Finanzanlagen              |
| 1.4.2 | Beteiligungsertrag                                       |
| 1.4.3 | Liegenschaftenerfolg                                     |
| 1.4.4 | Anderer ordentlicher Ertrag                              |
| 1.4.5 | Anderer ordentlicher Aufwand                             |
| 1.4.6 | Subtotal übriger ordentlicher Erfolg                     |
| 1.5   | Geschäftsaufwand                                         |
| 1.5.1 | Personalaufwand                                          |
| 1.5.2 | Sachaufwand                                              |
| 1.5.3 | Subtotal Geschäftsaufwand                                |
| 1.6   | Bruttogewinn                                             |
| 2     | Jahresgewinn/Jahresverlust                               |
| 2.1   | Bruttogewinn                                             |
| 2.2   | Abschreibungen auf dem Anlagevermögen                    |
| 2.3   | Wertberichtigungen, Rückstellungen und Verluste          |
| 2.4   | Zwischenergebnis                                         |
| 2.5   | Ausserordentlicher Ertrag                                |
| 2.6   | Ausserordentlicher Aufwand                               |
| 2.7   | Steuern                                                  |
| 2.8   | Jahresgewinn/Jahresverlust                               |
| 3     | Gewinnverwendung/Verlustausgleich                        |
| 3.1   | Jahresgewinn/Jahresverlust                               |
| 3.2   | Gewinn-/Verlustvortrag                                   |
| 3.3   | Bilanzgewinn/Bilanzverlust                               |
| 3.4   | Gewinnverwendung                                         |
|       | -Zuweisung an Reserve                                    |
|       | –Ausschüttungen auf dem Gesellschaftskapital             |
|       | –Andere Gewinnverwendungen                               |
|       | Auszugleichender Verlust                                 |
|       | -Entnahme aus Reserven                                   |
|       | -Anderer Verlustausgleich                                |
| 3.5   | Gewinn/Verlustvortrag                                    |